# Eothenomys
Eothenomys — рід гризунів родини Cricetidae. Він містить такі види:
- Eothenomys cachinus
- Eothenomys chinensis
- Eothenomys custos
- Eothenomys melanogaster
- Eothenomys miletus
- Eothenomys olitor
- Eothenomys proditor
- Eothenomys wardi

Таксономія цього роду не з'ясована. E. chinensis, E. custos, E. olitor, E. proditor, E. wardi іноді відносять до підроду Anteliomys. Американське товариство теріологів та інші автори, у свою чергу, визнають Anteliomys як окремий рід. Деякі авторитети також визнають Anteliomys hintoni і Anteliomys tarquinius, які відокремлені від E. custos і E. chinensis відповідно.
Деякі автори також визнають E. colurnus у східному Китаї та на Тайвані та E. eleusis у південному Китаї та прикордонних регіонах М'янми, В'єтнаму, Таїланду та Індії. Американське товариство теріологів включає E. cachinus і E. miletus як підвиди E. eleusis.